# Диксон, Николь
Нико́ль Ди́ксон (англ. Nicolle Dickson; 1 января 1969, Сидней, Новый Южный Уэльс, Австралия) — австралийская актриса.

## Биография
Николь Диксон родилась 1 января 1969 года в Сиднее (штат Новый Южный Уэльс, Австралия), а выросла в пригороде Пэддингтоне.
За свою 18-летнюю кинокарьеру, которая длилась в 1988—2006 года, Николь снялась в пяти фильмах и телесериалах. Диксон наиболее известна ролью Бобби Симпсон из телесериала «Домой и обратно», в котором она снималась в 1988—1995 гг.
С июня 1990 года Николь замужем за Джеймсом Беллом. У супругов есть двое детей.